# The Look of Love (chanson d'ABC)
Pour les articles homonymes, voir The Look of Love.
Singles de ABC
Poison Arrow
(1982) All of My Heart
(1982)
The Look of Love est une chanson du groupe britannique ABC, écrite et composée par ses membres.
Sortie en single en mai 1982, elle est extraite de l'album The Lexicon of Love sorti le mois suivant.
C'est Trevor Horn qui produit la chanson. Anne Dudley a fait les arrangements musicaux pour les cordes.
Crédité à la composition du morceau, le bassiste Mark Lickley ne fait déjà plus partie du groupe lorsque sort le single. Il n'apparaît donc ni sur la pochette ni dans le clip.
Titre emblématique du groupe, il s'agit de son plus grand succès dans plusieurs pays, dont le Royaume-Uni où il atteint la 4e place des ventes de singles, et le Canada où il décroche la 1re place et une certification disque d'or dès le mois de décembre 1982 pour 50 000 exemplaires écoulés. Au Royaume-Uni, c'est en mai 2024 qu'il devient disque d'or pour 400 000 ventes. Aux États-Unis, il arrive en tête du classement des diffusions en discothèques, le Hot Dance Club Play, et 18e du Billboard Hot 100.

## Liste des titres
La chanson se décline en quatre versions : Part One, qui est également la version de l'album, Part Two, est une version instrumentale, Part Three, un remix et Part Four, une courte version instrumentale qui figure aussi sur l'album.
45 tours
Face A : The Look of Love (Part One) - 3:26
Face B : The Look of Love (Part Two) - 3:44
Maxi 45 tours
Face A :
- The Look of Love (Part One) - 3:26
- The Look of Love (Part Two) - 3:44

Face B :
- The Look Of Love (Part Three) - 4:16
- The Look Of Love (Part Four) - 0:56

## Clip
Le clip très coloré, inspiré par de vieux films hollywoodiens comme Mary Poppins, est réalisé par Brian Grant. Martin Fry, le chanteur du groupe, le décrit comme un croisement entre le film Un Américain à Paris et le Benny Hill Show. Le producteur Trevor Horn y fait une apparition.

## Classements hebdomadaires et certifications
| Classement (1982-1983)                 | Meilleure place |
| -------------------------------------- | --------------- |
| Allemagne (GfK Entertainment)          | 36              |
| Australie (ARIA)                       | 7               |
| Belgique (Flandre Ultratop 50 Singles) | 16              |
| Canada (RPM Top Singles)               | 1               |
| États-Unis (Billboard Hot 100)         | 18              |
| États-Unis (Hot Dance Club Play)       | 1               |
| France (IFOP)                          | 60              |
| Irlande (IRMA)                         | 12              |
| Nouvelle-Zélande (RMNZ)                | 5               |
| Pays-Bas (Single Top 100)              | 11              |
| Royaume-Uni (UK Singles Chart)         | 4               |
| Suède (Sverigetopplistan)              | 8               |

| Pays                  | Certification | Date       | Unités certifiées |
| --------------------- | ------------- | ---------- | ----------------- |
| Canada (Music Canada) | Or            | 01/12/1982 | 50 000            |
| Royaume-Uni (BPI)     | Or            | 24/05/2024 | 400 000           |

## Version remixée de 1990
En avril 1990 sort un remix de la chanson,The Look of Love (1990 Mix), réalisé par Paul O'Duffy, afin de promouvoir la compilation Absolutely dont il est extrait. Il utilise un sample du morceau Computer Love de Kraftwerk. Le single obtient un succès modéré.
Classements hebdomadaires
| Classement (1990)              | Meilleure place |
| ------------------------------ | --------------- |
| Allemagne (GfK Entertainment)  | 31              |
| Irlande (IRMA)                 | 30              |
| Nouvelle-Zélande (RMNZ)        | 44              |
| Royaume-Uni (UK Singles Chart) | 68              |

## Reprise
Une reprise de The Look of Love par le groupe de dance Eclipse se classe 30e en Australie en 1996.